# Fédération des associations étudiantes du campus de l'Université de Montréal
 (avril 2021).
 (avril 2021).
La mise en forme du texte ne suit pas les recommandations de Wikipédia : il faut le « wikifier ».
Les points d'amélioration suivants sont les cas les plus fréquents. Le détail des points à revoir est peut-être précisé sur la page de discussion.
- Les titres sont pré-formatés par le logiciel. Ils ne sont ni en capitales, ni en gras.
- Le texte ne doit pas être écrit en capitales (les noms de famille non plus), ni en gras, ni en italique, ni en « petit »…
- Le gras n'est utilisé que pour surligner le titre de l'article dans l'introduction, une seule fois.
- L'italique est rarement utilisé : mots en langue étrangère, titres d'œuvres, noms de bateaux, etc.
- Les citations ne sont pas en italique mais en corps de texte normal. Elles sont entourées par des guillemets français : « et ».
- Les listes à puces sont à éviter, des paragraphes rédigés étant largement préférés. Les tableaux sont à réserver à la présentation de données structurées (résultats, etc.).
- Les appels de note de bas de page (petits chiffres en exposant, introduits par l'outil «  Source ») sont à placer entre la fin de phrase et le point final[comme ça].
- Les liens internes (vers d'autres articles de Wikipédia) sont à choisir avec parcimonie. Créez des liens vers des articles approfondissant le sujet. Les termes génériques sans rapport avec le sujet sont à éviter, ainsi que les répétitions de liens vers un même terme.
- Les liens externes sont à placer uniquement dans une section « Liens externes », à la fin de l'article. Ces liens sont à choisir avec parcimonie suivant les règles définies. Si un lien sert de source à l'article, son insertion dans le texte est à faire par les notes de bas de page.
- La présentation des références doit suivre les conventions bibliographiques. Il est recommandé d'utiliser les modèles {{Ouvrage}}, {{Chapitre}}, {{Article}}, {{Lien web}} et/ou {{Bibliographie}}. Le mode d'édition visuel peut mettre en forme automatiquement les références.
- Insérer une infobox (cadre d'informations à droite) n'est pas obligatoire pour parachever la mise en page.

Pour une aide détaillée, merci de consulter Aide:Wikification.
Si vous pensez que ces points ont été résolus, vous pouvez retirer ce bandeau et améliorer la mise en forme d'un autre article.
Fondée en 1976, la FAÉCUM (Fédération des associations de campus des étudiants de l'Université de Montréal, prononcé / /fe.kum/) a pour but de défendre les divers intérêts des étudiants de l'Université de Montréal. Elle représente plus de 40 000 étudiants à travers ses 85 associations membres.
Elle intervient dans plusieurs domaines : 
- Au plan académique : la FAÉCUM fait pression sur l'administration de l'Université de Montréal pour promouvoir un enseignement accessible et de qualité. Elle soutient également les étudiants dans leurs démarches auprès des autorités universitaires.
- Au plan socio-politique : la fédération s'occupe de toutes les questions sociales liées à la vie des étudiants universitaires (financement de l'éducation, politiques gouvernementales, etc.)
- Au plan de la vie étudiante : la FAÉCUM organise un grand nombre d'activités visant à améliorer la vie sur le campus de l'Université de Montréal. Elle offre également un certain nombre de services à ses membres.

## Structure
La FAÉCUM fonctionne selon une structure fédérative. Elle représente tous ses membres par l'intermédiaire des associations étudiantes.
La FAÉCUM compte deux types de membres : les membres individuels et les associations membres. Les membres individuels, en vertu de la  formule Rand, sont obligés d'être membres de la fédération et de payer une cotisation. En revanche, les associations membres peuvent se retirer de la fédération. Leurs membres continuent à payer la cotisation à la FAÉCUM, mais l'association étudiante ne peut plus bénéficier des avantages (droit de vote dans les organes de décision, services et conseils à l'association, etc.) En raison du caractère symbolique de la radiation, seules quelques associations étudiantes ne sont pas membres de la FAÉCUM.

### Congrès
Il s'agit de l'organe suprême de la Fédération, où siègent tous les délégués représentant les associations d'étudiants. Chaque association étudiante membre peut envoyer un certain nombre de délégués au prorata du nombre de membres de l'association. Le Congrès a autorité sur tous les organes de la FAÉCUM.
Le Congrès doit ratifier les positions prises par le Conseil Central et les politiques votées par le Conseil d'Administration. Il est responsable de l'élection des membres du Comité exécutif et du Conseil d'administration, ainsi que de la nomination du président et du vice-président du Conseil central.

Le congrès annuel se tient à la fin du mois de mars de chaque année. Les délégués des associations étudiantes se réunissent pour faire le bilan des activités de l'année écoulée, adopter les lignes directrices de travail pour l'année à venir et élire les personnes mentionnées ci-dessus. En outre, les questions importantes de la FAÉCUM sont souvent discutées lors du congrès.
| Poste           | 2024-2025         | 2023-2024         | 2022-2023        | 2021-2022        | 2020-2021                 | 2019-2020                 | 2018-2019           | 2017-2018           | 2016-2017        | 2015-2016        | 2014-2015          | 2013-2014            | 2012-2013       | 2011-2012             | 2010-2011     | 2009-2010      |                |
| Présidence      | Alix Brun-Berthet | Maya Labrosse     | Philippe Clément | Philippe Clément | Camille Fortier-Martineau | Nicolas St-Onge           | Annie-Claude Vanier | Annie-Claude Vanier | Alex S. Halme    | Alex S. Halme    | Marie-Philip Leduc | Jean-François Harvey | Mathieu Lepitre | Alex S. Halme         | Alex S. Halme | Vincent Ranger | Vincent Ranger |
| Vice présidence | Chloé Morin       | Alix Brun-Berthet | Jason St-Amour   | Éloïse Johnson   | Antoine Bertrand-Huneault | Camille Fortier-Martineau | Noémie Roy          | Joanie Martineau    | Joanie Martineau | Geneviève Harvey | Geneviève Harvey   | Philippe Cambron     | Mathieu Lepitre | Louis-Alexandre Cazal | Jocelyn Caron | Jocelyn Caron  |                |

### Conseil central
Le Conseil central (CC) est l'organe de décision chargé de discuter et de planifier les actions politiques de la FAÉCUM. Il est composé d'un représentant de chaque association membre. Il se réunit généralement une fois toutes les trois semaines et c'est là que se déroulent les principaux débats politiques entre les congrès de la FAÉCUM. Auparavant, les différents conseils discutent des documents et des débats qui se tiendront lors du conseil central.

### Conseil d'administration
Le conseil d'administration supervise la gestion et administre les affaires de la FAÉCUM. Il agit dans trois domaines : la gestion des ressources humaines, le contrôle financier et la gestion des services.
Le conseil d'administration est composé de huit administrateurs élus par le congrès et de trois membres du comité exécutif (élus aux postes de secrétariat général, de coordination aux affaires universitaires et de coordination aux finances et services). Parmi les huit administrateurs élus par le Congrès, au moins trois doivent être des étudiants membres de la FAÉCUM et trois doivent être des étudiants en cycles supérieurs.

### Conseils
La FAÉCUM compte quatre conseils consultatifs : le Conseil des affaires sociales et politiques (CASP), le Conseil des affaires académiques (CAA), le Conseil de la vie étudiante (CVE) et le Conseil des études supérieures (CES). 
Ces conseils discutent de questions entre les réunions du Conseil central. Ils sont chargés de recommander des avis, des mémoires et des positions au Conseil central. Les quatre conseils réunissent également des délégués d'associations d'étudiants travaillant dans des domaines spécifiques.

### Bureau exécutif
(avril 2022).
Le Conseil exécutif est chargé de la gestion quotidienne de la Fédération et de l'exécution des mandats qu'il reçoit des différents organes de la Fédération. Il est responsable de tous les domaines d'activités de la Fédération (académique, sociopolitique, services aux étudiants, socioculturel, etc. Il est composé de neuf personnes élues par le  Congrès. Les officiers travaillent à temps plein pour la FAÉCUM et sont élus du  1er mai au 30 avril de chaque année.
| Poste                                                         | 2025-2026            | 2024-2025                       | 2023-2024                                | 2022-2023                    | 2021-2022                    | 2020-2021               | 2019-2020                 | 2018-2019                 | 2017-2018                 | 2016-2017                            | 2015-2016                     | 2014-2015                 | 2013-2014                 | 2012-2013                | 2011-2012                 | 2010-2011                 | 2009-2010                              | 2008-2009              | 2007-2008                 |
| ------------------------------------------------------------- | -------------------- | ------------------------------- | ---------------------------------------- | ---------------------------- | ---------------------------- | ----------------------- | ------------------------- | ------------------------- | ------------------------- | ------------------------------------ | ----------------------------- | ------------------------- | ------------------------- | ------------------------ | ------------------------- | ------------------------- | -------------------------------------- | ---------------------- | ------------------------- |
| Secrétariat général                                           | Yasmeen Lazaar       | Méganne Joyal*                  | Alecsandre Sauvé-Lacoursière             | Radia Sentissi               | Marie-Hélène Rivest          | Sandrine Desforges      | Sandrine Desforges        | Matis Allali              | Simon Forest              | Andréanne St-Gelais                  | Nicolas Lavallée              | Vincent Fournier Gosselin | Tiago Silva               | Mireille Mercier-Roy     | Stéfanie Tougas           | Marc-André Ross           | Nicolas Descroix                       | Francis Hogue          | Julie Bouchard            |
| Coordination aux affaires universitaires                      | Sonia Bachelier      | Isabelle Ouellette              | (vacant)                                 | Audréanne Matte-Landry       | Catherine Dionne             | Alexandra Gariépy       | Charles Bélanger          | Marie-Jeanne Bernier      | Jessica Bérard            | Annie-Claude Vanier                  | Andréanne St-Gelais           | Joanie Martineau          | Francis Bouchard          | Mychel Pineault          | Maude Marquis-Bissonnette | Mathieu Lepitre           | Éloi Lafontaine-Beaumier               | Nicolas Descroix       | Vincent Ranger            |
| Coordination aux affaires externes                            | Frédéric Beaudet     | Pierre-Olivier Paul-André Denis | Méganne Joyal                            | Étienne Paré                 | Meriem Khatem                | Ezra De Muns Dartevelle | William Blaney            | Francis Prévost           | Matis Allali              | Simon Telles                         | Marie D. Gauthier             | Nicolas Lavallée          | Vincent Fournier Gosselin | Jean-François Harvey     | Mireille Mercier-Roy      | Dorothée Charest Belzile* | Maxime Clément                         | Jonathan Lafontaine    | Jocelyn Caron             |
| Coordination aux finances et services                         | Mathis Pelletier     | Élie Leblanc                    | Élie Leblanc                             | Ariane St-Jean               | Alix Brun-Berthet            | Félix Hébert            | Camille Désilets          | Camille Fortier-Martineau | Camille Fortier-Martineau | Simon Forest                         | Loïck St-Pierre               | Joliane Bolduc            | Joanie Martineau          | Karelle Dupuis           | Marie-Ève Dostie          | Véronique Levert-Boyer    | Véronique Levert-Boyer                 | Kevin Bélanger         | Kevin Bélanger            |
| Coordination aux affaires académiques de premier cycle        | (vacant)             | Ness Teboul                     | Louis Malenfant-Poulin*                  | Alexis Cyr                   | Kétura Daméus                | Éloïse Johnson          | Samuel Poitras            | Antoine Bertrand-Huneault | Nicolas St-Onge           | Catherine Grondin                    | Annie-Claude Vanier           | Rodolphe Parent           | Yan Bertrand              | Robin Mercier-Villeneuve | Philippe Cambron          | Maude Larente             | Xavier Fabian                          | Mountagha Sow          | Eric Peters               |
| Coordination aux affaires académiques de cycles supérieurs    | François Latendresse | (vacant)                        | (vacant)                                 | Alecsandre Sauvé-Lacoursière | Alecsandre Sauvé-Lacoursière | Rafaëlle Pons           | Alexandra Gariépy         | Martin St-Pierre          | Andrée-Anne Lefebvre      | Mathieu Jackson* puis Jessica Bérard | Frédérique-Emannuelle Lessard | Julie Bélanger            | Maud Laporte-Roy          | Dominique Baril-Tremblay | Dominique Baril-Tremblay  | Delphine Bouilly          | Pascal Lamblin*                        | Louis-François Brodeur | Maxime Desmarais-Tremblay |
| Coordination à la recherche universitaire                     | Alexis Collette      | Justine Wu                      | (vacant)                                 | Laura Ginoux*                | Alexis Ferland               | Jonathan Desroches      | Jonathan Desroches        | Asma Bouikni              | Philippe Lebel            | Philippe Lebel                       | Nicolas Bérubé                | Nicolas Bérubé            | Simon Blackburn           | (vacant)                 | Olivier Paré-Labrosse*    | Paul Khuong               | Laurent Karim Béland* puis Paul Khuong | Walid Romani           | David Paradis             |
| Coordination à la vie de campus                               | Anthony Ryckman      | Yasmeen Lazaar                  | Philippe Patrick Orlando Larose Valdivia | Jani Boyer                   | Lambert-Philippe Gagnon      | Catherine Dionne        | Francis Morin             | Maxime Paquet             | Simon Laporte             | Noémi Roy                            | Michael Ondrick               | Kevin Lespérance          | Sébastien Leclerc-Toupin  | Tiago Silva              | Véronique Laframboise     | Jeahn-Gabriel Neveu       | Anne-Catherine Carrier                 | Jean-Daniel Daigle     | Jean Grégoire             |
| Coordination aux affaires associatives                        | Anne Bédard          | Jasmine Guerra                  | Ariane Evenat Dauphinais                 | Charlotte St-Pierre          | Radia Sentissi               | Marjorie Vinet          | Arielle Blanchet          | Sandrine Desforges        | Roxane Talbot             | Benoit Dumas                         | Camille Chabot-Martin         | Étienne Racine            | Karine Laperrière         | Marie-Philip Leduc       | Julien Nepveu-Villeneuve  | Stéfanie Tougas           | Marc-André Ross                        | Nicolas Veilleux       | Francis Hogue             |
| Coordination aux affaires administratives et au développement | Jasmine Guerra       | (vacant)                        | Jani Boyer                               | Chloé Morin                  | Héloïse Vaillancourt         | Marie-Hélène Rivest     | Antoine Bertrand-Huneault |                           |                           |                                      |                               |                           |                           |                          |                           |                           |                                        |                        |                           |

* A démissionné avant la fin de son mandat.

### Comités participatifs
Il existe aussi deux comités participatifs à la FAÉCUM, soit la COALICAF et le comité responsabilités sociales et environnementales. Ces comités sont chargés, avec un budget alloué par la Fédération, d'œuvrer dans leur domaine respectif.

#### Comité responsabilités sociales et environnementales[7]
Le Comité de responsabilité sociale et environnementale est né en mars 2012 de la fusion des comités UniVertCité, SCRUTÉ (Surveillance pour la consommation responsable universitaire et les transactions éthiques) et le Projet Campus Durable. Le comité environnemental étudiant d'UniVertCité a rassemblé des étudiants membres de la FAÉCUM désireux de promouvoir le respect de l'environnement et les principes du développement durable.. Le comité SCRUTÉ avait pour mission de développer la consommation responsable et de militer pour l'investissement éthique à l'Université de Montréal. Le Projet Campus Durable (PCD) de l'Université de Montréal s'inscrivait dans un mouvement pancanadien visant à intégrer les principes du développement durable dans toutes les activités universitaires.
Ainsi, l'objectif du Comité de responsabilité sociale et environnementale regroupe tous les objectifs des comités précédents. Le comité comporte trois volets : fédératif, associatif et institutionnel. Le volet fédératif consiste à conseiller le Conseil exécutif de FAÉCUM sur ses politiques et ses positions. Le volet associatif contribue au développement d'outils de viabilité pour les associations étudiantes et leurs membres. Le volet institutionnel concerne l'Université de Montréal et l'analyse de sa performance en matière de développement durable.